# Bruce Fitch
Pour les articles homonymes, voir Fitch.
Ralph Bruce Fitch est un homme politique canadien, député progressiste-conservateur de Riverview à l'Assemblée législative du Nouveau-Brunswick de 2003 à 2024.

## Biographie
Bruce Fitch est membre du Parti progressiste-conservateur du Nouveau-Brunswick. Il est élu le 18 septembre 2006, lors de la 56e élection générale, pour représenter la circonscription de Riverview à l'Assemblée législative du Nouveau-Brunswick, dans la 56e législature.
Il est réélu à la 57e législature le 27 septembre 2010, lors de la 57e élection générale. Il prête serment le 12 octobre 2010 pour le poste de ministre des Gouvernements locaux dans le gouvernement David Alward.
Le 18 octobre 2014, alors le Parti progressiste-conservateur perd, il devient chef du parti et chef de l'Opposition officielle sous l'intérimaire.